# 루트비히스하펜
루트비히스하펜(독일어: Ludwigshafen)은 독일 서부 라인란트팔츠주에 있는 도시이다. 인구 163,560(2006). 라인강 연안에 있어 루트비히스하펜암라인(독일어: Ludwigshafen am Rhein)이라고도 한다.
라인란트팔츠 주 동남부, 라인강 연안에 있으며, 라인 강 대안에는 바덴뷔르템베르크주 만하임이 있다. 하이델베르크에서도 멀지 않은 곳에 있다. 본래 만하임 맞은편의 작은 요새였다가, 라인샨체라는 작은 거주지로 있었다. 1843년 바이에른 왕국의 루트비히 1세를 기념하여 루트비히스하펜이라 이름짖고 도시로 건설하였다. 그 후 라인 강 연안의 항구이자 철도의 교차점으로 발전하였으며, 각종 공업이 크게 일어나 인구가 빠르게 증가하였다. 특히 화학 공업이 유명하여 독일 화학 공업의 중심지로 알려졌으나 그로 인하여 제2차 세계대전 때 연합군의 공격을 크게 받았다. 전쟁 후 복구되어 다시 화학 공업이 발달한 중심지가 되었다. 세계 최대의 화학 회사인 바스프(BASF)의 본사가 있으며, 대규모 화학 공업 단지가 조성되어 있다.

## 인구
| 연도                                                                    | 인구    | ±%      |
| ----------------------------------------------------------------------- | ------- | ------- |
| 1840                                                                    | 90      | —       |
| 1848                                                                    | 600     | +566.7% |
| 1852                                                                    | 1,400   | +133.3% |
| 1858                                                                    | 2,800   | +100.0% |
| 1871                                                                    | 7,900   | +182.1% |
| 1885                                                                    | 21,000  | +165.8% |
| 1895                                                                    | 40,000  | +90.5%  |
| 1900                                                                    | 62,000  | +55.0%  |
| 1914                                                                    | 94,000  | +51.6%  |
| 1925                                                                    | 102,000 | +8.5%   |
| 1939                                                                    | 144,000 | +41.2%  |
| 1945                                                                    | 61,000  | −57.6%  |
| 1950                                                                    | 124,000 | +103.3% |
| 1956                                                                    | 147,000 | +18.5%  |
| 1970                                                                    | 180,000 | +22.4%  |
| 1985                                                                    | 161,000 | −10.6%  |
| 1995                                                                    | 171,000 | +6.2%   |
| 2000                                                                    | 165,000 | −3.5%   |
| 2004                                                                    | 166,000 | +0.6%   |
| 2006                                                                    | 163,000 | −1.8%   |
| 2018                                                                    | 171,000 | +4.9%   |
| Population size may be affected by changes in administrative divisions. |         |         |

## 자매 도시
- 미국 패서디나 (1948)
- 프랑스 로리앙 (1963)
- 영국 London Borough of Havering (1971)
- 아제르바이잔 숨가이트 (1987)
- 독일 데사우 (1988)
- 벨기에 안트베르펜 (1999)